# Aplahoué
Aplahoué este un oraș în Benin. Este reședința departamentului Kouffo.